# Esther Chebet
Esther Chebet (sinh ngày 10 tháng 9 năm 1997) là một vận động viên chạy bộ cự ly trung bình ở Uganda. Cô thi đấu ở nội dung 1500 mét nữ tại Giải vô địch thế giới năm 2017 về điền kinh.